# Alta donna
 (décembre 2020).
Si vous disposez d'ouvrages ou d'articles de référence ou si vous connaissez des sites web de qualité traitant du thème abordé ici, merci de compléter l'article en donnant les références utiles à sa vérifiabilité et en les liant à la section « Notes et références ».
Alta Donna est une Bande dessinée Fantastique écrite par Mathieu Mariolle, dessinée par MiniKim et colorisée par Pop. La série est publiée chez Dargaud.
Il existe pour l'instant trois tomes de cette série :

1. Changement de lune, publié en janvier 2008

2. Furets et fureteuse, publié en juin 2008

3. Même pour une rêveuse comme moi, publié en septembre 2009.

## Résumé
Alta Donna est une petite ville côtière où il fait bon vivre : soleil à profusion, plage…, mais les jours sont longs, beaucoup trop longs pour Nola Yorke !
Cette jeune fille vit une vie absolument terne à ses yeux, avec une mère hyperactive qui la laisse souvent seule chez elle, et une seule amie, Pumpkin qui est de deux ans son ainée.
Aussi le jour où elle rencontre Damiano et sa sœur Inès qui ont un comportement plus qu'étrange et que des petites bêtes bizarres attentent à sa vie, Nola est bien décidée à se rapprocher de ces deux-là afin de percer leurs mystères…